# Paul Millman
Paul Millman ist ein ehemaliger englischer Squashspieler.

## Karriere
Paul Millman war in den 1960er- und 1970er-Jahren als Squashspieler aktiv.
Mit der britischen Nationalmannschaft nahm er 1969 und 1971 an der Weltmeisterschaft teil und wurde mit ihr beide Male hinter Australien Vizeweltmeister. Bei Europameisterschaften wurde er mit der englischen Nationalmannschaft 1973, 1974 und 1976 Europameister. Er kam auf insgesamt 82 Einsätze für Großbritannien und England. Millmans bestes Abschneiden bei den British Open war der Einzug ins Viertelfinale 1970. Bei seiner einzigen Teilnahme an einer Weltmeisterschaft, 1976, schied er in der ersten Runde aus.
Millman arbeitete 19 Jahre lang bei der Guinness-Brauerei, danach war er 1996 bis 1999 Geschäftsführer des Cider-Herstellers Merrydown. Gemeinsam mit seinem Vater Ted Millman, der Squash und Tennis gespielt hatte, verfasste er ein Buch über Squash. Von 1987 bis 1992 war er Vizepräsident der European Squash Federation. Auch danach war er als Sportfunktionär bei verschiedenen Vereinen tätig, unter anderem 1999 bis 2009 als Geschäftsführer des Kent County Cricket Club.

## Erfolge
- Vizeweltmeister mit der Mannschaft: 1969, 1971
- Europameister mit der Mannschaft: 3 Titel (1973, 1974, 1976)

## Veröffentlichungen
- Ted Millman und Paul Millman, Squash, mit Zeichnungen von Douglas Godlington, London 1979, ISBN 0713618574